# Are You Bored Yet?
«Are You Bored Yet?» —en español: «¿Ya te has aburrido?»— es una canción interpretada por la banda estadounidense de rock alternativo Wallows con la cantante Clairo, lanzada a través de Atlantic Records el 1 de febrero de 2019, como el sencillo principal de su álbum debut Nothing Happens. La canción alcanzó el puesto número 2 en la lista Billboard American Alternative Airplay y desde entonces ha alcanzado la certificación de doble platino de la RIAA.

## Promoción
Wallows comenzó a trabajar en su álbum de estudio debut, Nothing Happens, luego del lanzamiento de su EP Spring.
La banda se inspiró para incluir una función femenina en la pista después de completar una versión de demostración del sencillo, que usaba voces agudas del miembro Braeden Lemasters, y conocía a Clairo a través de amigos en común en ese momento.

## Composición
Dylan Minnette, el líder del grupo, describió la canción como "desde la perspectiva de alguien en una relación que puede ver que está llegando a un final definitivo", mientras que el verso interpretado por Clairo es desde la perspectiva de "el otro lado de la relación" y es más optimista. El miembro de la banda, Cole Preston, describió la pista como "agradable, digerible y fácil de escuchar" en comparación con las otras canciones del álbum.
Musicalmente, «Are You Bored Yet?» es una canción de indie rock con elementos de dormitorio pop, con "piano repicando y delicados riffs de guitarra". Carrine Hen de Melodic Magazine escribió que la canción "tiene un sonido muy suave y alegre impulsado por un sintetizador ligero y un piano que te hará sentir nostálgico".

## Remixes
El 14 de junio de 2019, Wallows lanzó dos remixes de «Are You Bored Yet?» en colaboración con Sachi de la banda de indie-rock Joy Again y Big Data. Un tercer remix, producido por el músico británico Mura Masa, fue lanzado el 28 de agosto de 2020. Austin Evanson de Dancing Astronaut describió el nuevo arreglo electrónico como un "nuevo entorno diferente, pero completamente suave" en comparación con el original.

## Video musical
El video musical oficial, dirigido por Drew Kirsch, se estrenó junto con el lanzamiento del sencillo el 1 de febrero de 2019. El video muestra a los miembros de la banda y a Clairo actuando en un bar de karaoke, con miembros de la audiencia sincronizando los labios con la letra de la canción y presenta un cameo del actor Noah Centineo como cantinero.

## Posicionamiento en listas
| Listas (2021)                         | Mejor posición |
| ------------------------------------- | -------------- |
| UK Singles (OCC)                      | 65             |
| US Alternative Airplay (Billboard)    | 2              |
| US Bubbling Under Hot 100 (Billboard) | 12             |

## Certificaciones
| Región                | Certificación | Unidades vendidas |
| --------------------- | ------------- | ----------------- |
| Australia (ARIA)      | Oro           | 35 000            |
| Canadá (Music Canada) | Platino       | 80 000            |
| Polonia (ZPAV)        | Oro           | 10 000            |
| Portugal (AFP)        | Oro           | 5000              |
| Reino Unido (BPI)     | Oro           | 400 000           |
| Estados Unidos (RIAA) | 2× Platino    | 2 000             |

## Lanzamiento
| Región  | Fecha                | Formato          | Discográfica     | Ref.   |
| ------- | -------------------- | ---------------- | ---------------- | ------ |
| Mundial | 1 de febrero de 2019 | descarga digital | Atlantic Records | [ 16 ] |
| Mundial | 13 de abril de 2019  | vinilo           | Atlantic Records | [ 16 ] |